# John Edensor Littlewood
John Edensor Littlewood FRS LLD (født 9. juni 1885, død 6. september 1977) var en engelsk matematiker. Han arbejdede med emner som matematisk analyse, talteori og differentialligning og havde et langt samarbejde med G. H. Hardy.
Han modtog Copleymedaljen i 1958.